# Суббореальный период
| Эпоха                                          | Климатическая стадия                           | Подстадия                                      | Начало (примерно), лет назад                   | Ярус (век) по IUGS (декабрь 2024) |
| ---------------------------------------------- | ---------------------------------------------- | ---------------------------------------------- | ---------------------------------------------- | --------------------------------- |
| Голоцен                                        | Субатлантик                                    | Похолодание                                    | 800                                            | Мегхалайский                      |
| Голоцен                                        | Субатлантик                                    | Потепление                                     | 1800                                           | Мегхалайский                      |
| Голоцен                                        | Субатлантик                                    | Похолодание                                    | 2600                                           | Мегхалайский                      |
| Голоцен                                        | Суббореал                                      | Похолодание                                    | 3200                                           | Мегхалайский                      |
| Голоцен                                        | Суббореал                                      | Потепление                                     | 4200                                           | Мегхалайский                      |
| Голоцен                                        | Суббореал                                      | Похолодание                                    | 5700                                           | Северогриппианский                |
| Голоцен                                        | Атлантик                                       | Потепление                                     | ~6000                                          | Северогриппианский                |
| Голоцен                                        | Атлантик                                       | Похолодание                                    | ~7000                                          | Северогриппианский                |
| Голоцен                                        | Атлантик                                       | Потепление                                     | 7800                                           | Северогриппианский                |
| Голоцен                                        | Бореал                                         | Похолодание                                    | 8200                                           | Северогриппианский                |
| Голоцен                                        | Бореал                                         | Потепление                                     | 10500                                          | Гренландский                      |
| Голоцен                                        | Пребореал                                      | Похолодание                                    | ~11000                                         | Гренландский                      |
| Голоцен                                        | Пребореал                                      | Потепление                                     | 11700                                          | Гренландский                      |
| Плейстоцен                                     |                                                |                                                |                                                |                                   |
| Поздний дриас                                  | Похолодание                                    | 12900                                          | Верхний                                        |                                   |
| Только для Северной Европы. Калиброванные даты | Только для Северной Европы. Калиброванные даты | Только для Северной Европы. Калиброванные даты | Только для Северной Европы. Калиброванные даты | п о р                             |

Суббореальный период — климатический период голоцена на северо-западе Европы. Продолжался с 3710 по 450 г. до н. э.

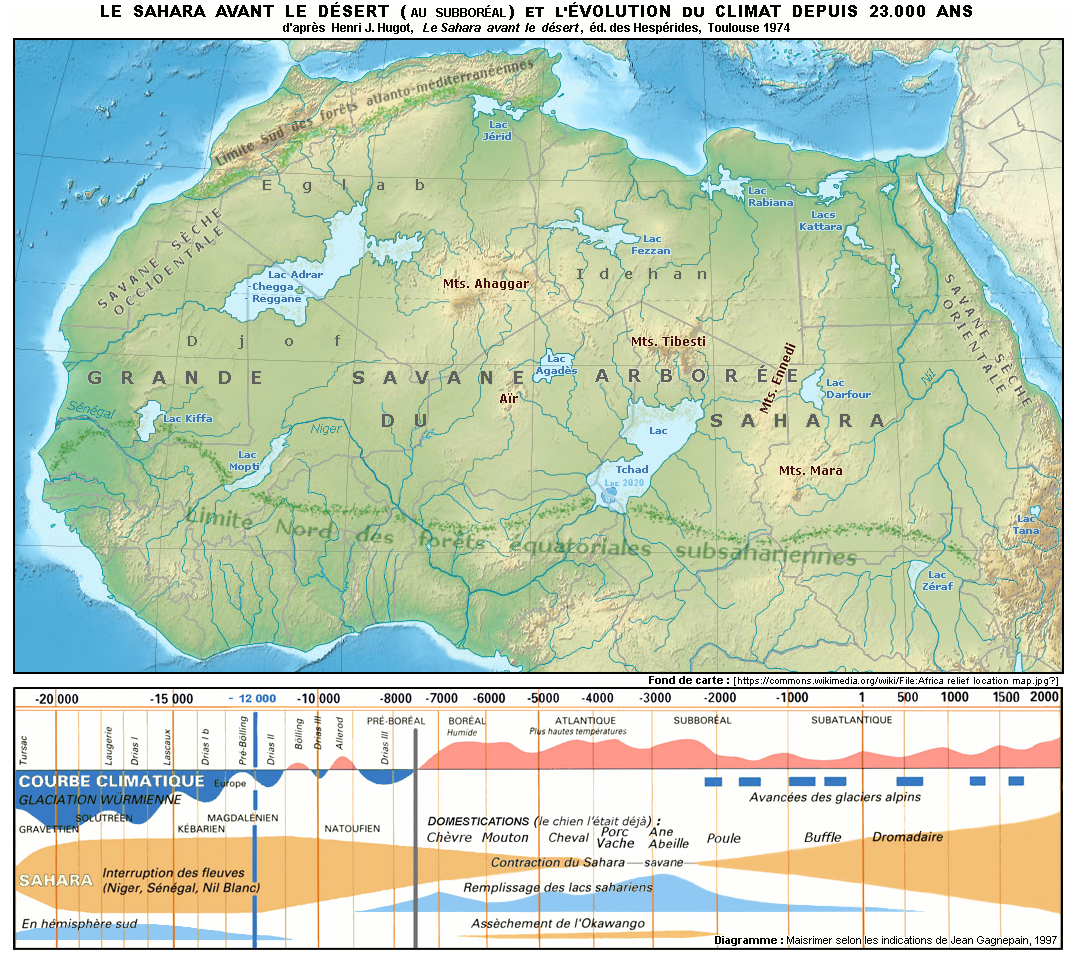
Сахара в суббореале (до опустынивания) и эволюция климата за 23 000 лет

В палеоклиматологии делится на древний суббореальный и младший суббореальный. Исторически суббореал эквивалентен большей части неолита и всему бронзовому веку, который начался от 4200 до 3800 лет назад. Границей между старым и младшим суббореалами принято считать 1350 год до н. э.
Климат во время суббореального периода был холоднее и суше по сравнению с предшествовавшим атлантическим и последующим субатлантическим периодами, даже несмотря на то, что он был более тёплым, чем в настоящее время. В Скандинавии переход от атлантического к суббореальному периоду представляет собой по составу растительности резкую и хорошо заметную границу. В Западной Европе этот переход не так заметен. Типичным показателем здесь является быстрое отступление вяза, причины которого не до конца ясны: либо из-за похолодания, либо из-за деятельности человека. Более сухой климат способствовал, в частности, распространению вересковых.
Суббореальный период соответствует пыльцовым зонам IVa и IVb, которые выделил голландец В. Загвейн (1986) а также зоне VIII согласно Литт и др. (2001).
К этому периоду относится развитие древнейших цивилизаций.

## Хронология
- Пиорское колебание (3200 — 2900 г. до н. э.)
- Засуха 2200 лет до н. э.
- Похолодание среднего бронзового века (1800—1500 г. до н. э.)
- Климатический оптимум бронзового века (1500—900 г. до н. э.)
- Похолодание железного века (900—450 г. до н. э.)